# McLean (Texas)
McLean é uma cidade  localizada no estado norte-americano de Texas, no Condado de Gray.

## Demografia
Segundo o censo norte-americano de 2000, a sua população era de 830 habitantes.
Em 2006, foi estimada uma população de 820, um decréscimo de 10 (-1.2%).

## Geografia
De acordo com o United States Census Bureau tem uma área de
3,0 km², dos quais 3,0 km² cobertos por terra e 0,0 km² cobertos por água. McLean localiza-se a aproximadamente 872 m acima do nível do mar.

## Localidades na vizinhança
O diagrama seguinte representa as localidades num raio de 36 km ao redor de McLean.